# Высшая школа социальных наук
Высшая школа социальных наук (фр. École des hautes études en sciences sociales, сокр. EHESS) — один из крупнейших французских образовательных и научно-исследовательских центров.
EHESS обладает статусом Высшей школы (Grande école) и входит в число Больших учреждений (Grands établissements).
Направления подготовки и исследований в EHESS сосредоточены преимущественно в поле социологии, философии, истории, политологии, экономики, антропологии, когнитивистики, права, демографии, лингвистики, теории искусства и литературы.
В список изданий EHESS входят журналы « Les Annales. Histoire, Sciences sociales », « L'Homme. Revue française d'anthropologie », « Cahiers du monde russe ».
EHESS состоит из нескольких кампусов. Головной офис Школы расположен в Париже, её подразделения находятся в Обервилье (пригород Парижа), Лионе, Марселе, Тулузе.

## История
В начале 1942 года в Нью-Йорке группа интеллектуалов, среди которых были Александр Койре, Клод Леви-Строс, Гюстав Коэн, Анри Фосийон, Жак Маритен и Жан Батист Перрен, основала Свободную школу высших исследований (фр. École libre des hautes études) — учреждение, объединяющее франкоязычных исследователей в эмиграции в США. В 1947 году Свободная школа была ликвидирована, а часть преподавателей возвратилась в Париж и основала 6-ю секцию Практической школы высших исследований — «Экономические и социальные науки». Сначала руководителем секции был Люсьен Февр, а после его смерти — Фернан Бродель. В 1972 году его сменил Жак Ле Гофф. В 1975 году 6-я секция была отделена от Практической школы высших исследований и переименована в Высшую школу социальных наук, получив статус «établissement public» (EPSCP).

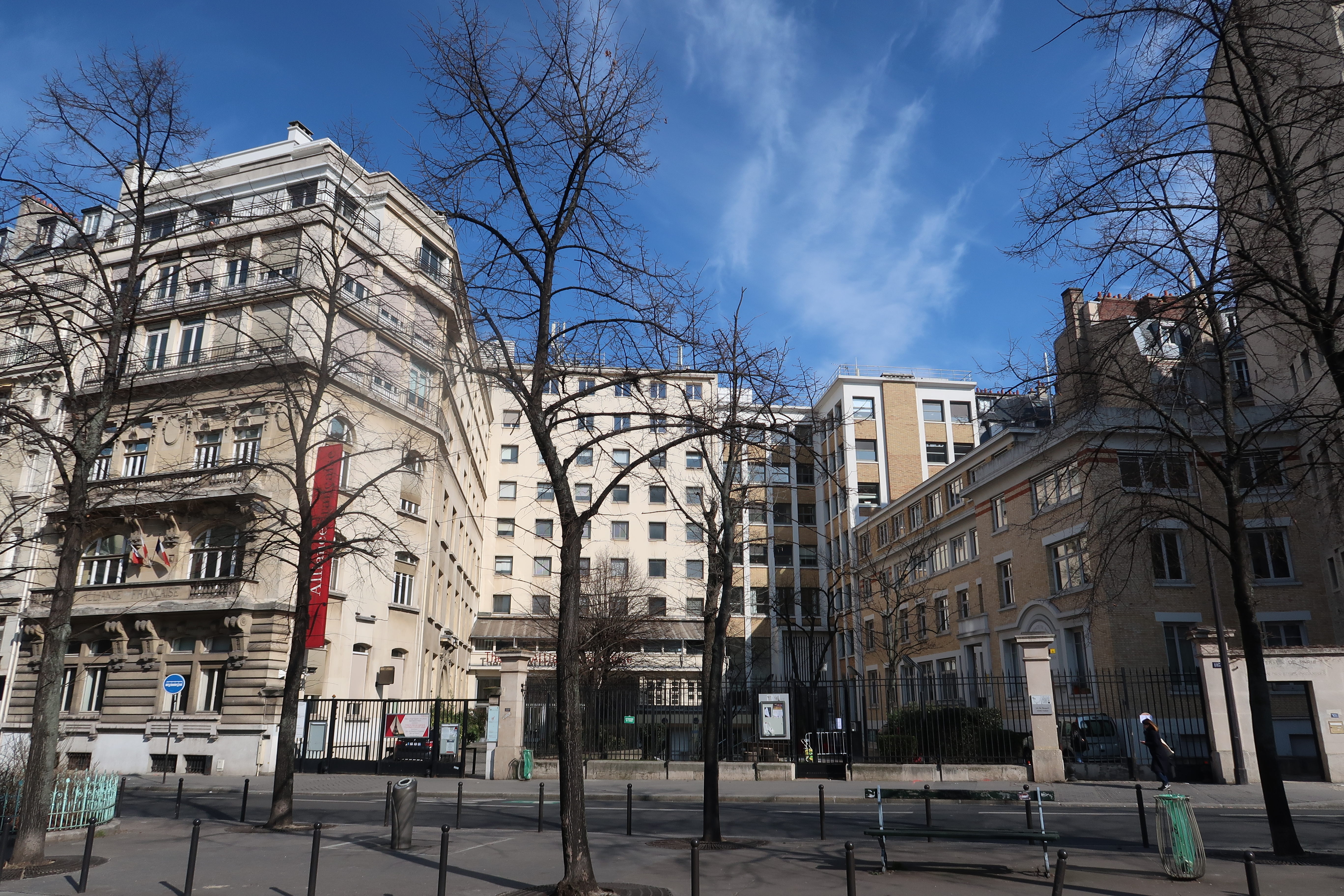
Корпус EHESS на Бульваре Распай, 105

В 1984 году EHESS стала grand établissement — учреждением, обладающим педагогической и научной, административной и финансовой автономией.
Высшая школа социальных наук была членом ассоциации Парижского университета (фр. Paris Universitas, 2005—2010).
С 2010 по 2015 гг. EHESS входила в группу Высших школ искусств и ремёсел (фр. Hautes Écoles Sorbonne Arts et Métiers Université, сокр. HESAM Université).

В 2014 году EHESS начала интегрироваться в научно-образовательный центр Paris sciences et lettres (PSL). В 2015 году PSL получил статус публичного учреждения, став исследовательским университетом. В конце 2018 года в ходе дебатов, длившихся несколько месяцев, администрация EHESS отложила окончательное вступление в PSL на неопределённый срок.

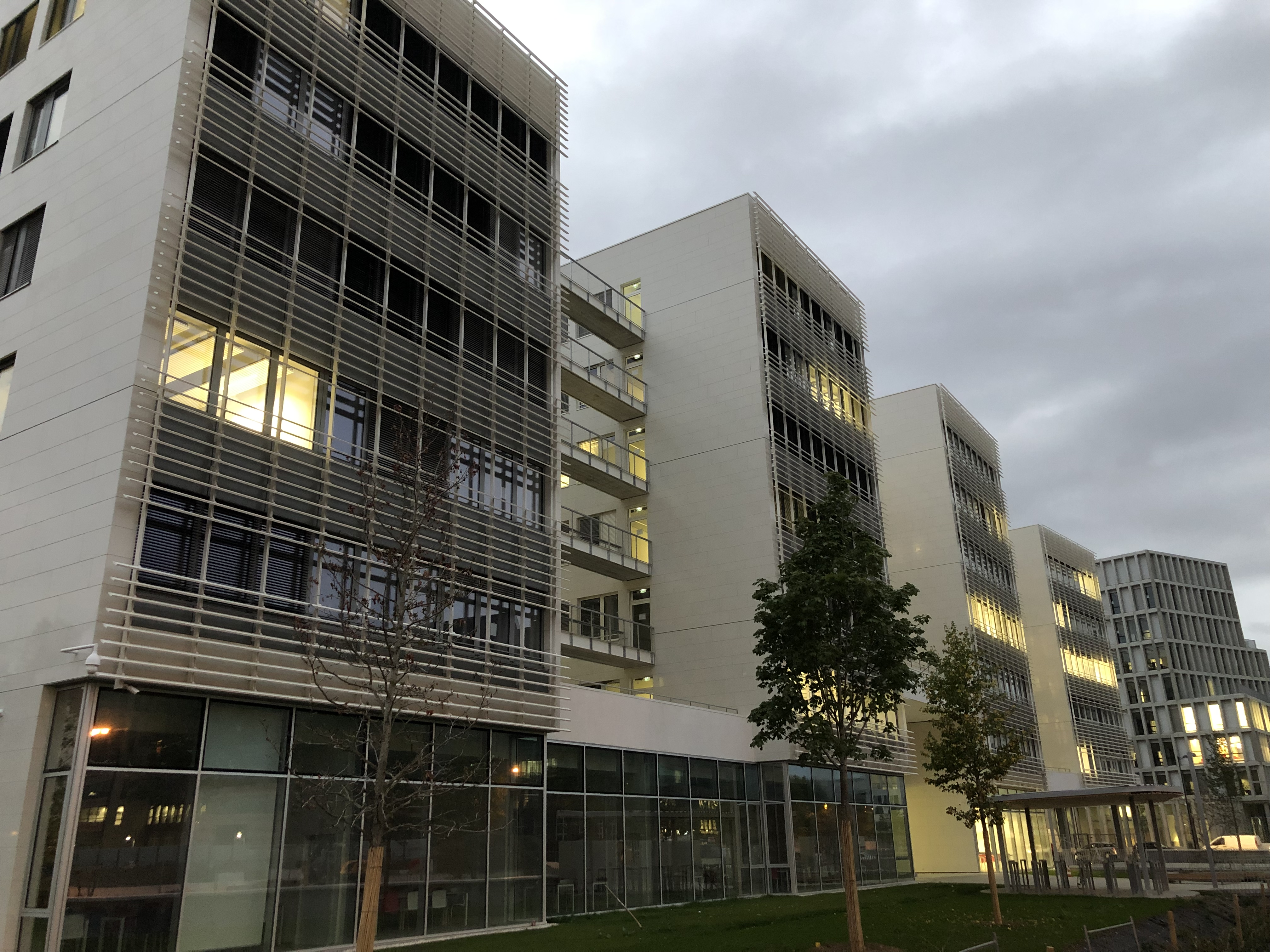
Южный корпус исследований, Кампус Кондорсе, Обервилье

В 2019 году часть исследовательских центров Высшей школы социальных наук были перемещены в пригород Парижа — в Кампус Кондорсе (Campus Condorcet) — крупнейший европейский центр исследований в области социальных и гуманитарных наук.

## Известные учёные
- Адо, Пьер
- Арриньон, Жан-Пьер
- Барт, Ролан
- Бродель, Фернан
- Бурдьё, Пьер
- Вернан, Жан-Пьер
- Вигарелло, Жорж
- Виттиг, Моник
- Годелье, Морис
- Греймас, Альгирдас Жюльен
- Гурвич, Георгий Давидович
- Деррида, Жак
- Дескола, Филипп
- Дюмон, Луи
- Кардозу, Фернанду Энрике
- Кастельс, Мануэль
- Касториадис, Корнелиус
- Кундера, Милан
- Лакан, Жак
- Леви-Стросс, Клод
- Лепти, Бернар
- Ле Гофф, Жак
- Ле Руа Ладюри, Эммануэль
- Лефор, Клод
- Морен, Эдгар
- Нора, Пьер
- Оже, Марк
- Пикетти, Тома
- Ротшильд, Эмма
- Ревель, Жак
- Руа, Оливье
- Тироль, Жан
- Турен, Ален
- Февр, Люсьен
- Ферро, Марк
- Фюре, Франсуа
- Шартье, Роже

## Исследовательские центры
- Aix-Marseille sciences économiques (Марсель)
- Anthropologie et histoire des mondes antiques (Париж)
- Centre Alexandre-Koyré (Кампус Кондорсе / Обервилье)
- Centre Asie du Sud-Est (Кампус Кондорсе / Обервилье)
- Centre d’analyse et de mathématiques sociales (Париж)
- Centre d’étude des mouvements sociaux (Париж)
- Centre d’études de l’Inde et de l’Asie du Sud (Кампус Кондорсе / Обервилье)
- Centre d’études des mondes russe, caucasien et centreeuropéen (Кампус Кондорсе / Обервилье)
- Centre d’études en sciences sociales du religieux (Кампус Кондорсе / Обервилье)
- Centre d’études sociologiques et politiques RaymondAron (Кампус Кондорсе / Обервилье)
- Centre d’études turques, ottomanes, balkaniques et centrasiatiques (Кампус Кондорсе / Обервилье)
- Centre de recherche et de documentation sur l’Océanie (Марсель)
- Centre de recherche médecine, sciences, santé et société (Париж)
- Centre de recherches historiques (Париж)
- Centre de recherches linguistiques sur l’Asie orientale (Кампус Кондорсе / Обервилье)
- Centre de recherches sur les arts et le langage (Париж)
- Centre européen de sociologie et de science politique de la Sorbonne (Париж)
- Centre Georg-Simmel de recherches franco-allemandes en sciences sociales, 54 boulevard Raspail (Париж)
- Centre international de recherche sur l’environnement et le développement (Ножан-сюр-Марн)
- Centre Maurice-Halbwachs (Париж)
- Centre Norbert-Elias (Марсель)
- Chine, Corée, Japon (Кампус Кондорсе / Обервилье)
- Géographie-cités (Кампус Кондорсе / Обервилье)
- Histoire, archéologie, littératures des mondes chrétiens et musulmans médiévaux (Lyon)
- Institut de recherche interdisciplinaire sur les enjeux sociaux (Кампус Кондорсе / Обервилье)
- Institut des mondes africains (Кампус Кондорсе / Обервилье, Марсель)
- Institut interdisciplinaire d’anthropologie du contemporain (Париж)
- Institut Jean-Nicod (Париж)
- Laboratoire interdisciplinaire d’études sur les réflexivités (Париж)
- Laboratoire de sciences cognitives et psycholinguistiques (Париж)
- Laboratoire interdisciplinaire solidarités, sociétés, territoires (Тулуза)
- Mondes américains (Кампус Кондорсе / Обервилье)
- Paris-Jourdan sciences économiques (Париж)
- Toulouse School of Economics (Тулуза)
- Travaux de recherches archéologiques sur les cultures, les espaces et les sociétés (Тулуза)